# Jürgen Hartmann (Schauspieler)
Jürgen August Hartmann (*  24. Mai 1965 in Stuttgart) ist ein deutscher Schauspieler.

## Leben
Nach dem Abitur absolvierte Jürgen Hartmann von 1985 bis 1988 eine Ausbildung an der Kleintheaterschule von Frieder Nögge zum Clown, Kabarettisten und Stegreifspieler. Es schloss sich von 1988 bis 1992 ein Studium an der Hochschule für Musik und darstellende Kunst in Hannover an. Bei einem Wettbewerb von Schauspielschulen in Hamburg im Jahr 1990 wurde Jürgen Hartmann mit der Rolle des Max in dem Bühnenstück Bent – Rosa Winkel von Martin Sherman Preisträger.
Erste Rollen spielte er am niedersächsischen Staatstheater in Hannover. Weitere Bühnenstationen waren das Staatstheater in Darmstadt, das Theater Basel, das Deutsche Nationaltheater in Weimar und das Theater Dortmund. Für die Titelrolle des Liliom in Molnars bekanntesten Theaterstück in einer Aufführung des Staatstheaters Darmstadt erhielt er 1996 eine Nominierung zum Schauspieler des Jahres. Von 2009 bis 2010 war Jürgen Hartmann an dem Schauspiel Essen engagiert. Seit der Spielzeit 2010/2011 gehörte er bis 2018 dem Ensemble des Schauspielhauses in Bochum an. An der Folkwang Universität der Künste übernahm Hartmann im Bereich Darstellende Künste im Sommersemester 2023 eine Gastprofessur für das Fach Praktische Theaterarbeit und ist seit Wintersemester 2023 mit einem Lehrauftrag an Folkwang beschäftigt.
Jürgen Hartmann wirkte weiterhin in verschiedenen Film- und Fernsehproduktionen mit.
Darunter befanden sich die Otto-Waalkes-Filme Otto – Der neue Film und Otto – Der Liebesfilm. Er war zudem als Darsteller in Fernsehserien wie Der Elefant – Mord verjährt nie, SOKO Köln, Wilsberg und Tatort zu sehen. Mit der Figur des Rechtsmediziners Daniel Vogt in der Fernsehreihe Tatort erlangte er seit 2008 in den vom Südwestrundfunk produzierten Fällen des Stuttgarter Ermittlerduos Lannert und Bootz (gespielt von Richy Müller und Felix Klare) Bekanntheit. Für die im November 2023 ausgestrahlte Folge Vergebung entwickelte Jürgen Hartmann zudem die Idee zum Drehbuch.

## Filmografie (Auswahl)
- 1987: Otto – Der neue Film
- 1992: Otto – Der Liebesfilm
- 1998: Zita – Geschichten über Todsünden
- 1999: Requiem für eine romantische Frau
- 2000: Zehn wahnsinnige Tage (Fernsehfilm)
- 2005: Unkenrufe
- 2005: Der Elefant – Mord verjährt nie (Fernsehserie) – Simulanten
- 2006: SOKO Köln (Fernsehserie) – Buchmacher
- 2006: Die Kneipe
- 2006: Rendez-vous mit einer Toten (als Erzähler)
- 2007: Tatort: Bienzle und sein schwerster Fall (Fernsehreihe)
- 2010: Wilsberg – Bullenball (Fernsehserie)
- 2011: Kissenschlacht (Fernsehfilm)
- 2014: SOKO Köln (Fernsehserie) – Ausweglos
- 2014: Helen Dorn – Unter Kontrolle (Fernsehreihe)
- 2014: Mord mit Aussicht (Fernsehserie) – Sankt Kennedy
- 2015: Notruf Hafenkante (Fernsehserie) – Die unüblichen Verdächtigen
- 2015: Rentnercops (Fernsehserie) – Neue Männer braucht das Land
- 2017: Heldt (Fernsehserie) – Der Putzteufel
- 2019: Big Manni (Fernsehfilm)
- 2019: Der Club der singenden Metzger
- 2020: Louis van Beethoven (Fernsehfilm)
- 2021: SOKO Stuttgart (Fernsehserie) – Vermisst
- 2021: Spätzle arrabbiata oder eine Hand wäscht die andere
- 2022: Bettys Diagnose (Fernsehserie) – Falsche Richtung
- 2022: Bis zum letzten Tropfen
- 2022: Tatort: Finsternis (Fernsehreihe)

Tatort-Folgen aus Stuttgart (Rechtsmediziner Daniel Vogt)
- 2008: Hart an der Grenze
- 2008: In eigener Sache
- 2008: Tödliche Tarnung
- 2009: Das Mädchen Galina
- 2009: Altlasten
- 2010: Blutgeld
- 2010: Die Unsichtbare
- 2011: Grabenkämpfe
- 2011: Das erste Opfer
- 2012: Scherbenhaufen
- 2012: Tote Erde
- 2013: Happy Birthday, Sarah
- 2014: Freigang
- 2014: Eine Frage des Gewissens
- 2015: Der Inder
- 2015: Preis des Lebens
- 2016: Im gelobten Land
- 2017: Stau
- 2017: Der rote Schatten
- 2018: Anne und der Tod
- 2019: Hüter der Schwelle
- 2020: Du allein
- 2020: Der Welten Lohn
- 2021: Das ist unser Haus
- 2021: Videobeweis
- 2022: Der Mörder in mir
- 2023: Die Nacht der Kommissare
- 2023: Vergebung
- 2024: Lass sie gehen
- 2025: Verblendung